# Vlag van Groot-Londen

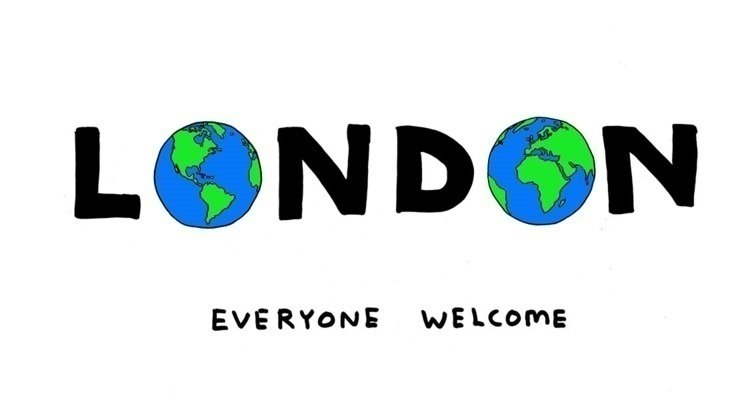
Vlag van de Greater London Authority (2020)

Groot-Londen heeft momenteel geen officiële vlag om de regio te vertegenwoordigen. De huidige Greater London Authority en voorgangers hebben echter in het verleden veel vlaggen en symbolen gevoerd en gebruikt.

## London County Council
De London County Council werd in 1889 opgericht ter vervanging van de Metropolitan Board of Works. De raad kreeg een wapen in 1914 en wapperde vanaf 1923 met een banier van dit wapen boven County Hall. Het wapen toonde golven die de rivier de Theems voorstelden, de vlag van Engeland en een leeuw om de status van Londen als hoofdstad van Engeland en het Verenigd Koninkrijk aan te geven en een muurkroon.

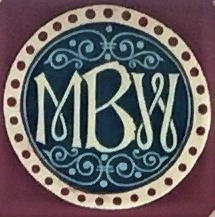
Logo van de Metropolitan Board of Works
Coat of arms of London County Council (1914–1965)
Vlag van de Londense gemeenteraad (1914-1965)

## Greater London Council
London County Council werd in 1965 vervangen door de Greater London Council (GLC), die een groter gebied bestreek. De GLC kreeg vervolgens een wapen dat elementen bevatte uit de wapens van zijn voorgangers: golven uit het wapen van de London County Council en een Saksische kroon uit het wapen van de Middlesex County Council. De vlag van de GLC bestond uit het wapen op een wit veld. Op het gemeenschappelijke zegel van de GLC stond het wapen van de raad afgebeeld, omringd door Londense oriëntatiepunten en de woorden "THE COMMON SEAL OF THE GREATER LONDON COUNCIL: 1964".

Wapen van de Greater London Council (1965-1986)
Heraldisch insigne van de Greater London Council (1965-1986)
Wapenschild van de Greater London Council (1965-1986)
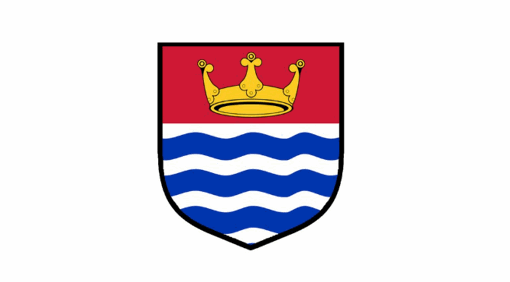
Maritieme vlag op schepen van de Greater London Council (1965-1986)

## Greater London Authority
De Greater London Council werd in 1986 opgeheven en Groot-Londen bleef zonder een strategische lokale overheidsinstantie tot de oprichting van de Greater London Authority in 2000. De eerste paar maanden van haar bestaan gebruikte de Greater London Authority een logo met een afbeelding van de loop van de rivier de Theems tegen een groene schijf waarop ook de naam van de autoriteit stond. Dit werd vervolgens vervangen door een woordmerk, gemaakt door ontwerpbureau Appetite, bestaande uit het woord LONDON met de letters LOND in blauw en ON in rood. Een vlag met dit logo wapperde buiten City Hall, het hoofdkwartier van de Greater London Authority.
Vanaf 31 januari 2020, na Brexit (waar een meerderheid in Groot-Londen tegen stemde), werd een vlag gevlogen die gebaseerd was op een campagnegrafiek die oorspronkelijk in 2016 was gelanceerd. Het ontwerp bestaat uit een wit veld met het woord "LONDON" waarbij de letters "O" in het woord voorstellingen zijn van de wereldbol met verschillende halfronden en met de legende "EVERYONE WELCOME" in kleinere letters eronder. Deze vlaggen waren echter allemaal gebaseerd op logo's of waren voor politieke campagnes; geen enkele vertegenwoordigde een officiële vlag of wapen dat aan de Autoriteit was toegewezen.
In februari 2020 diende Tom Copley, lid van de London Assembly en locoburgemeester, een motie in waarin hij de burgemeester van Londen opriep om het College of Arms te vragen de wapens van de Greater London Council over te dragen aan de Greater London Authority. De motie kreeg unanieme steun van de leden van de Assemblee. Burgemeester Sadiq Khan steunde het verzoek in principe, maar vroeg de Assemblee om de kosten in overweging te nemen en het besluit de volgende maand opnieuw te bevestigen.
De voorzitter van de London Assembly draagt het ceremoniële ambtsinsigne dat voorheen werd gedragen door de voorzitter van de Greater London Council. Het insigne, met het wapen van de Greater London Council en de letters GLC, is gemaakt van 18 kt goud met 29 diamanten, vier clusters van 8 kleine parels en een parelmoer.
De Greater London Authority maakt verordeningen onder haar gemeenschappelijk zegel. Dit is een wafelzegel dat bestaat uit een schijf die geen symbool of insigne bevat, omgeven door de woorden "COMMON SEAL OF THE GREATER LONDON AUTHORITY".

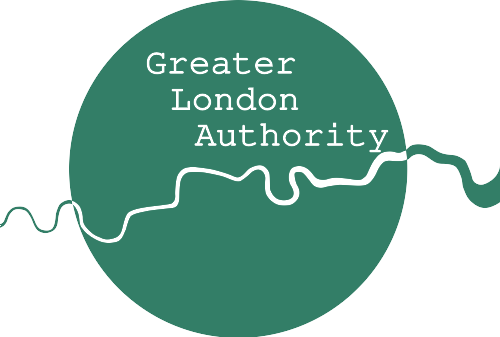
Voormalig logo van de Greater London Authority (2000-2001)
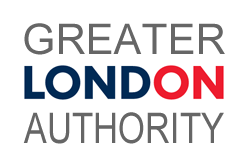
Logo van de Greater London Authority (kleur) (2001-heden)
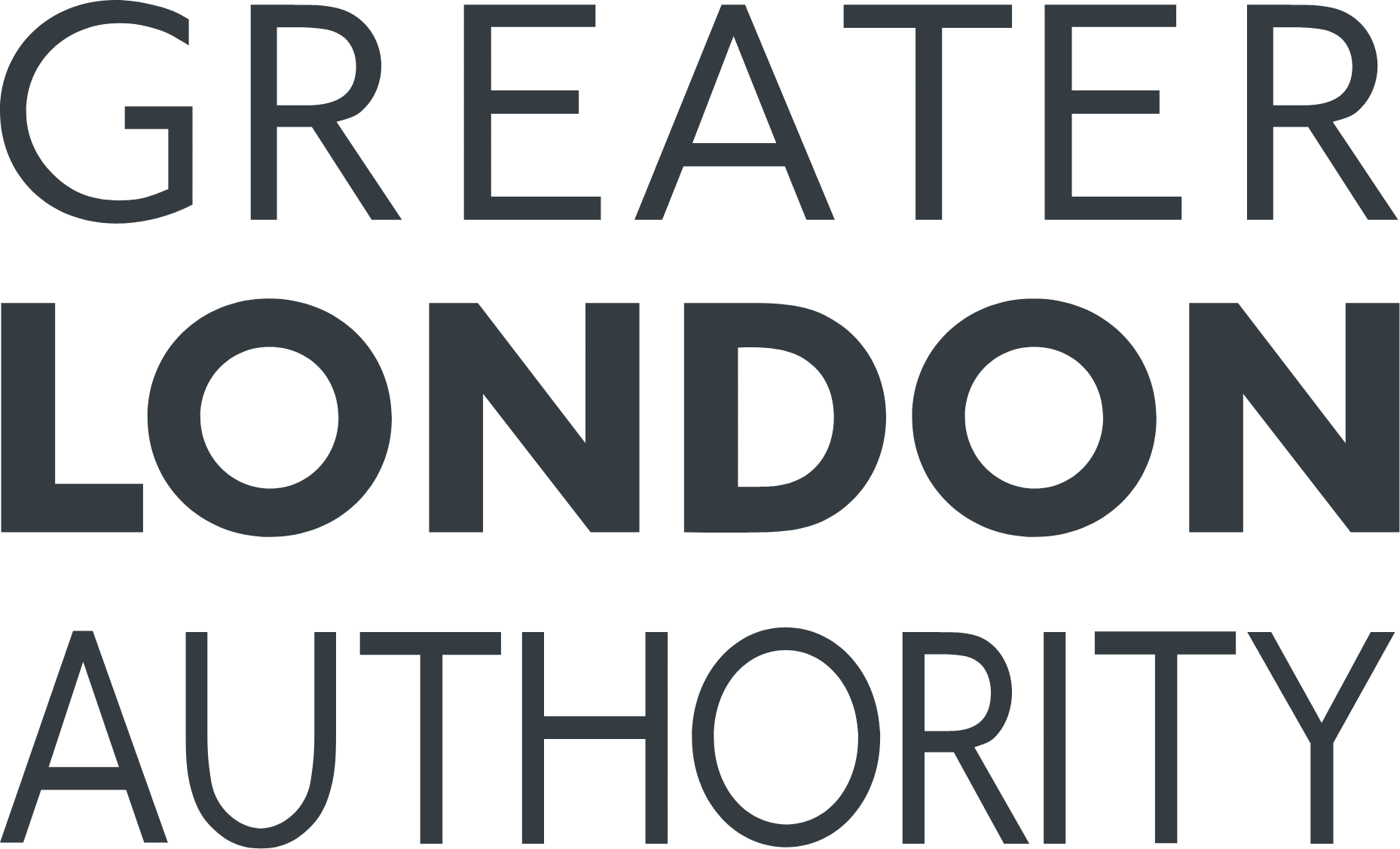
Logo van de Greater London Authority (monochroom) (2001-heden)
Vlag van de Greater London Authority (2001-2020)
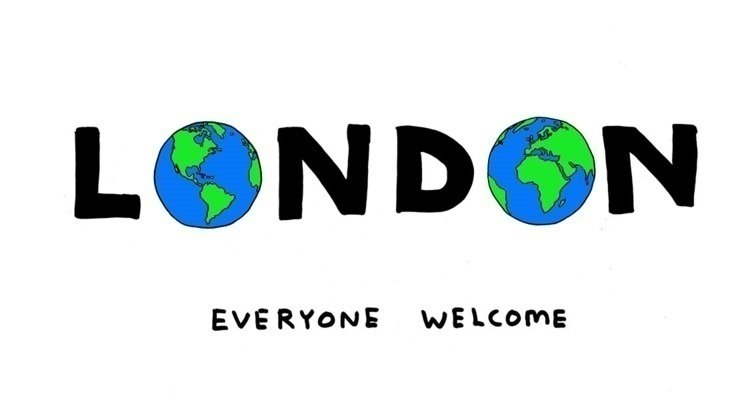
Vlag van de Greater London Authority (2020)
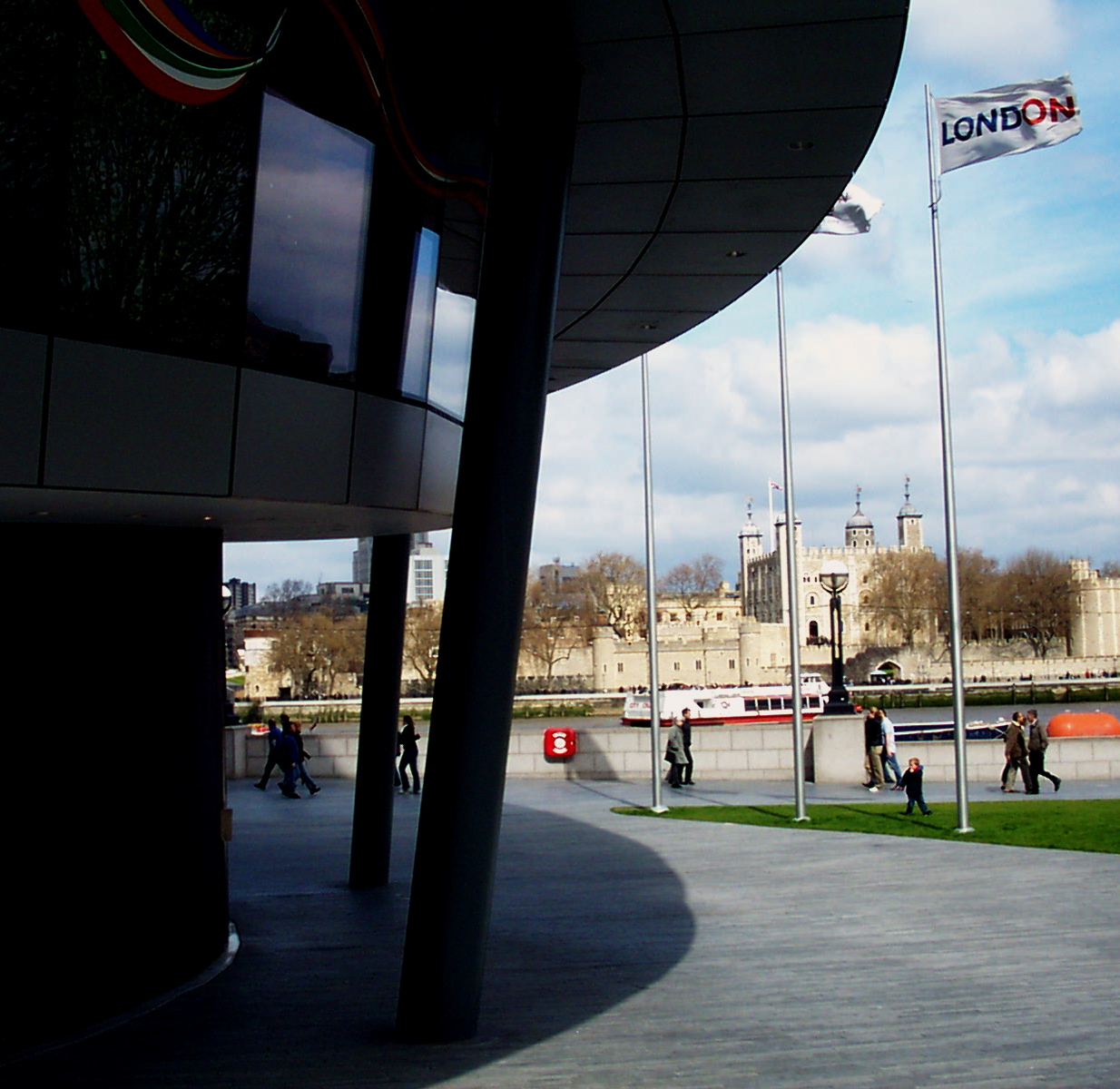
Vlaggen gevlogen door de Greater London Authority buiten het City Hall in 2005